# دهستان استخرپشت
استخرپشت، دهستانی است از توابع بخش هزارجریب شهرستان نکا در استان مازندران ایران.
این بخش شامل روستاهای زیر است: اَریم، سارم، استخرپشت، حسین‌آباد، دَرم، ایویم، درزی‌کلا، شیت، پجت، سیکا، مرس‌بزرگ، مرس کوچک، سوچلما، چرمی، تَلم، کفرات، سنگر، اسماعیل‌محله، کچپ محله، رودبارمحله، سفیدکوه، ارم

## جمعیت
براساس سرشماری سال ۱۳۸۵جمعیت آن ۵۲۷۷ نفر (۱۲۱۸ خانوار) بوده‌است.